# Frankfurter Presseclub
Koordinaten: 48° 8′ 12,7″ N, 11° 34′ 31,4″ O
Der Frankfurter Presseclub e.V. ist ein eingetragener gemeinnütziger Verein aus Frankfurt am Main. Er richtet jährlich mehrere dutzende Veranstaltungen aus. Der Verein wurde am 12. Juni 1980 in Frankfurt am Main gegründet. Der Presseclub sieht sich als Mediennetzwerk an und unterhält viele Kooperationen zu anderen Mediennetzwerken, darunter zum Beispiel zum Deutschen Journalisten-Verband.

## Geschichte
Rund ein Dutzend Journalisten haben den Frankfurter Presse-Club am 12. Juni 1980 gegründet. Als Vorbild dienten der PresseClub München, Presseclub Bonn und der Bremer Presse-Club. Auf der ersten Mitgliederversammlung wurden Werner Holzer von der Frankfurter Rundschau zum Präsidenten und Hans-Otto Grünefeldt vom Hessischen Rundfunk zum Vizepräsidenten gewählt.

## Ziele
Der Club versteht sich als Verbindung der Journalisten untereinander und zu allen demokratischen Kräften und Vertretern aus Politik, Wissenschaft, Wirtschaft, Kirchen, Kultur und Sport. Er widmet sich dem Meinungsaustausch in politischen, wirtschaftlichen kulturellen und sportlichen Fragen sowie dem Erfahrungsaustausch zwischen in- und ausländischen Journalisten. Ein weiteres Ziel des Clubs ist die Förderung internationaler Gesinnung, der Toleranz auf allen Gebieten der Kultur und des Gedankens der Völkerverständigung. Kunst wird mit eigenen Veranstaltungen gefördert.

## Kooperationen
Der Frankfurter Presseclub e.V. kooperiert mit dem Deutschen Public Relations Gesellschaft e.V. (DPRG), dem Deutschen Journalisten-Verband (DJV), der Deutschen Public Relations Gesellschaft e.V. (DPRG), der Evangelische Akademie in Hessen und Nassau e. V., dem Museum für Kommunikation Frankfurt und dem Interkulturellen Mediendialog Rhein-Main.